# Markus Buntfuß
Markus Buntfuß (* 1964 in Garmisch-Partenkirchen) ist ein deutscher evangelischer Theologe, seit 2006 Professor für Systematische Theologie an der Augustana-Hochschule Neuendettelsau.
Buntfuß war zuvor Privatdozent an der Ludwig-Maximilians-Universität München (2004/2005) und Oberassistent am Lehrstuhl für Evangelische Theologie I Julius-Maximilians-Universität Würzburg (2005).
Sein Arbeitsschwerpunkt liegt auf dem Christentum in der Neuzeit. Er arbeitet derzeit an einem Buch über die Grundlagen moderner Theologie.

## Veröffentlichungen (Auswahl)
- Tradition und Innovation. Die Funktion der Metapher in der theologischen Theoriesprache, Berlin/New York 1997.
- Die Erscheinungsform des Christentums. Zur ästhetischen Neugestaltung der Religionstheologie bei Herder, Wackenroder und De Wette, Berlin/New York 2004.